# Orientowanie operacyjne
Orientowanie operacyjne – wstępna czynność dowództwa operacyjnego lub operacji sił połączonych związana z planowaniem operacji.

Polega ona na zapoznaniu określonego grona oficerów sztabu oraz dowódców (szefów rodzajów wojsk i służb) z sytuacją operacyjną (położeniem i stanem wojsk nieprzyjaciela, własnych i sąsiadów oraz warunkami prowadzenia działań), z zadaniem danego związku operacyjnego, myślą przewodnią operacji, a także na wydaniu przez dowódcę lub szefa sztabu wytycznych dotyczących przygotowania taktycznego rodzaju wojsk do działań oraz przedstawienia danych wyjściowych do decyzji i planowania operacyjnego. 